# Лулун
Лулу́н (кит. упр. 卢龙, пиньинь Lúlóng, буквально: «чёрный дракон») — уезд городского округа Циньхуандао провинции Хэбэй (КНР).

## История
При империи Хань здесь был уезд Фэйжу (肥如县). При империи Суй в 598 году он был переименован в Лулун. После Синьхайской революции уезд в 1912 году был расформирован, но уже в 1914 году создан вновь.
В августе 1949 года был образован Специальный район Таншань (唐山专区), и уезд вошёл в его состав. В 1958 году уезд был разделён между уездами Цяньань и Чанли, но в 1961 году воссоздан вновь. В 1968 году Специальный район Таншань был переименован в Округ Таншань (唐山地区). В 1983 году был расформирован Округ Таншань, и образован Городской округ Циньхуандао, в состав которого вошёл и уезд Лулун.

## Административное деление
Уезд Лулун делится на 7 посёлков и 5 волостей.